# 北斗富川インターチェンジ

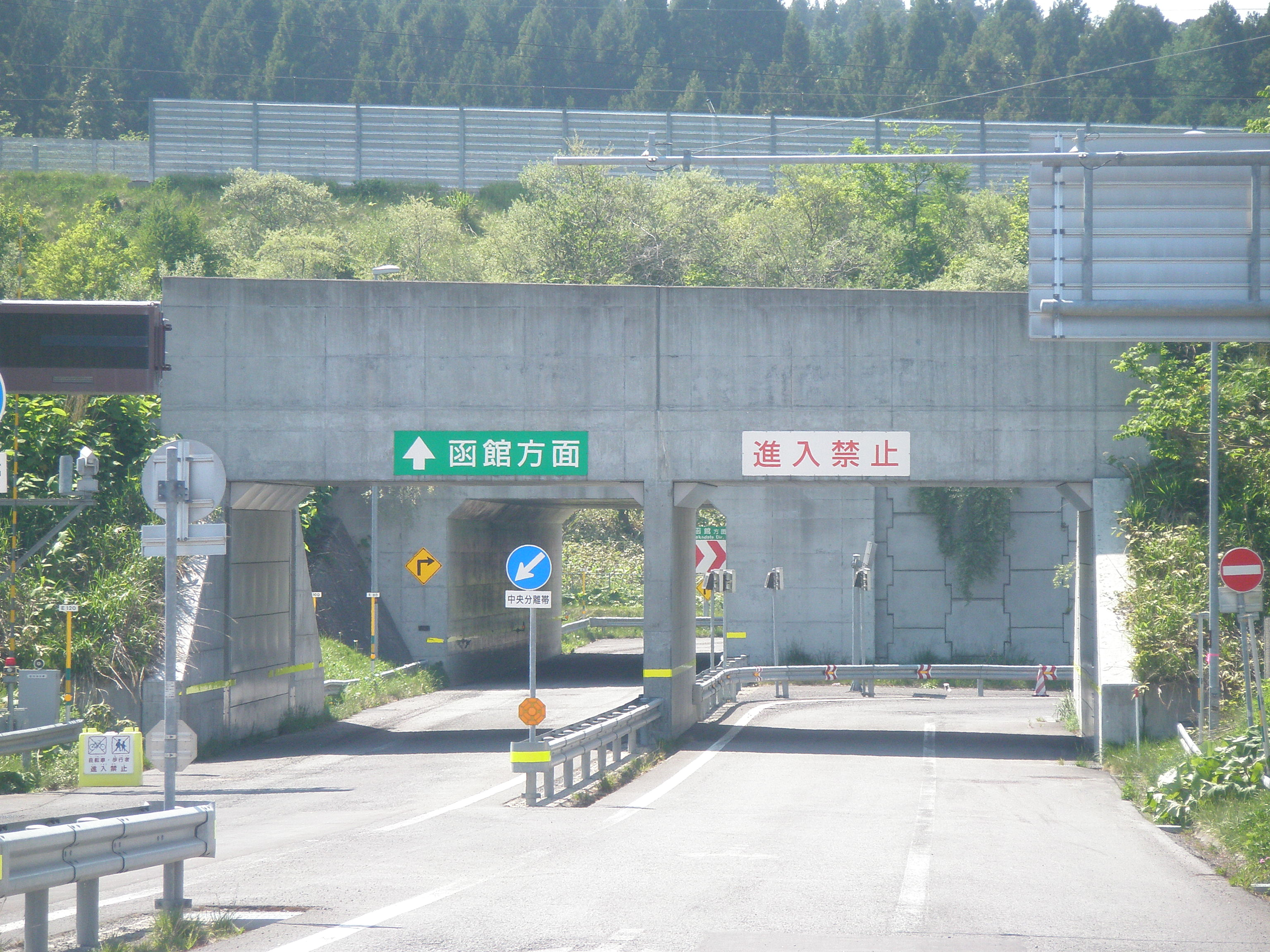
北斗富川IC・ボックスカルバート部（2019年5月撮影）逆走事故防止のため、トンネル（ボックスカルバート）上部の左車線に「↑函館方面」、右車線に「進入禁止」と書かれている。

北斗富川インターチェンジ（ほくととみがわインターチェンジ）は、北海道北斗市柳沢・富川にある函館江差自動車道（函館茂辺地道路）のインターチェンジである。函館方面のみ利用可能のハーフインターチェンジとなっている。
供用前の仮称は「富川」であった。

## 歴史
- 2009年（平成21年）11月14日：北斗中央IC - 北斗富川IC間（函館茂辺地道路）が開通[2]。
- 2012年（平成24年）3月24日：北斗富川IC - 北斗茂辺地IC間（函館茂辺地道路）が開通[3]。

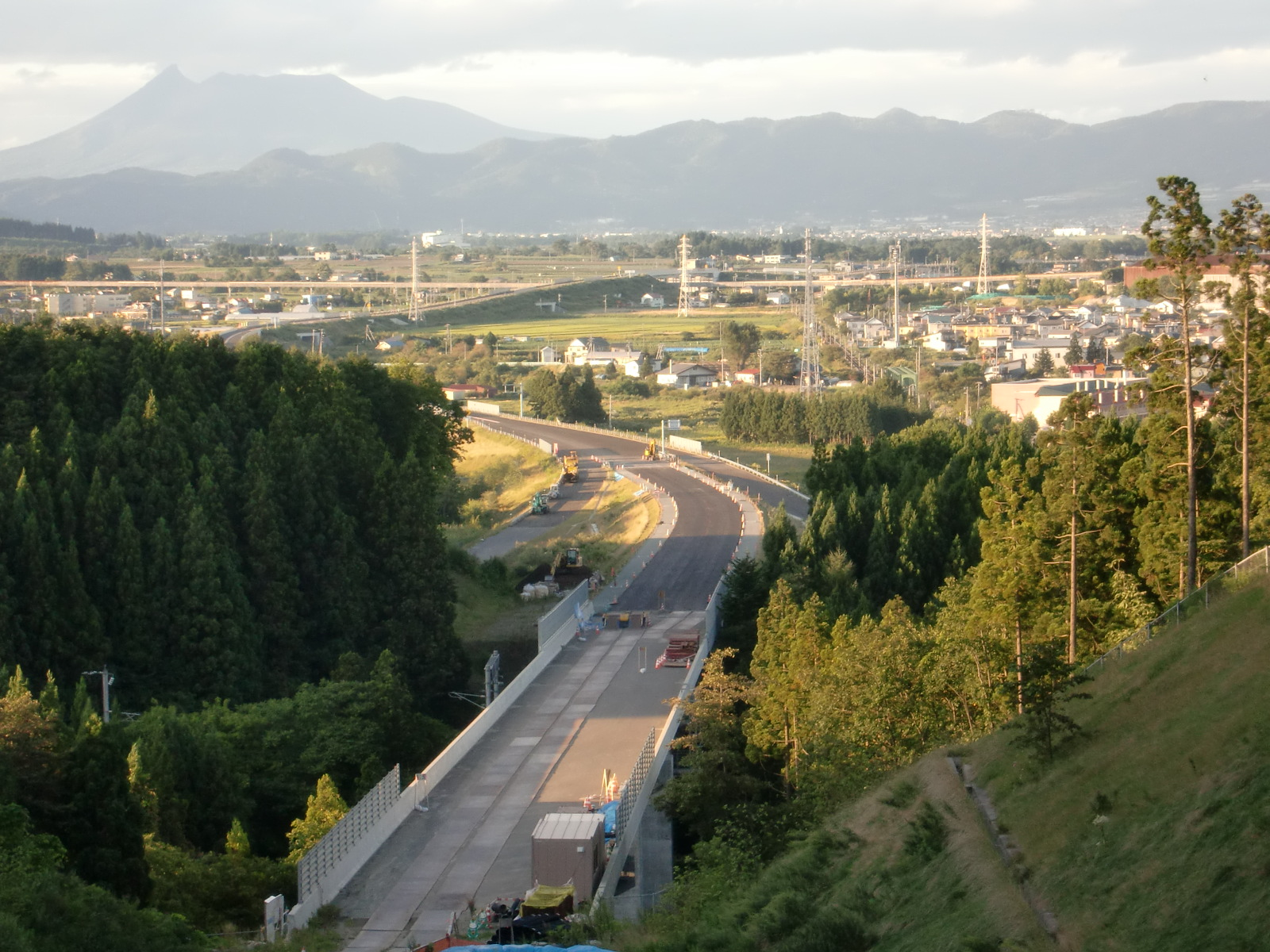
建設中の北斗富川IC（奥が函館方面）（2009年8月）

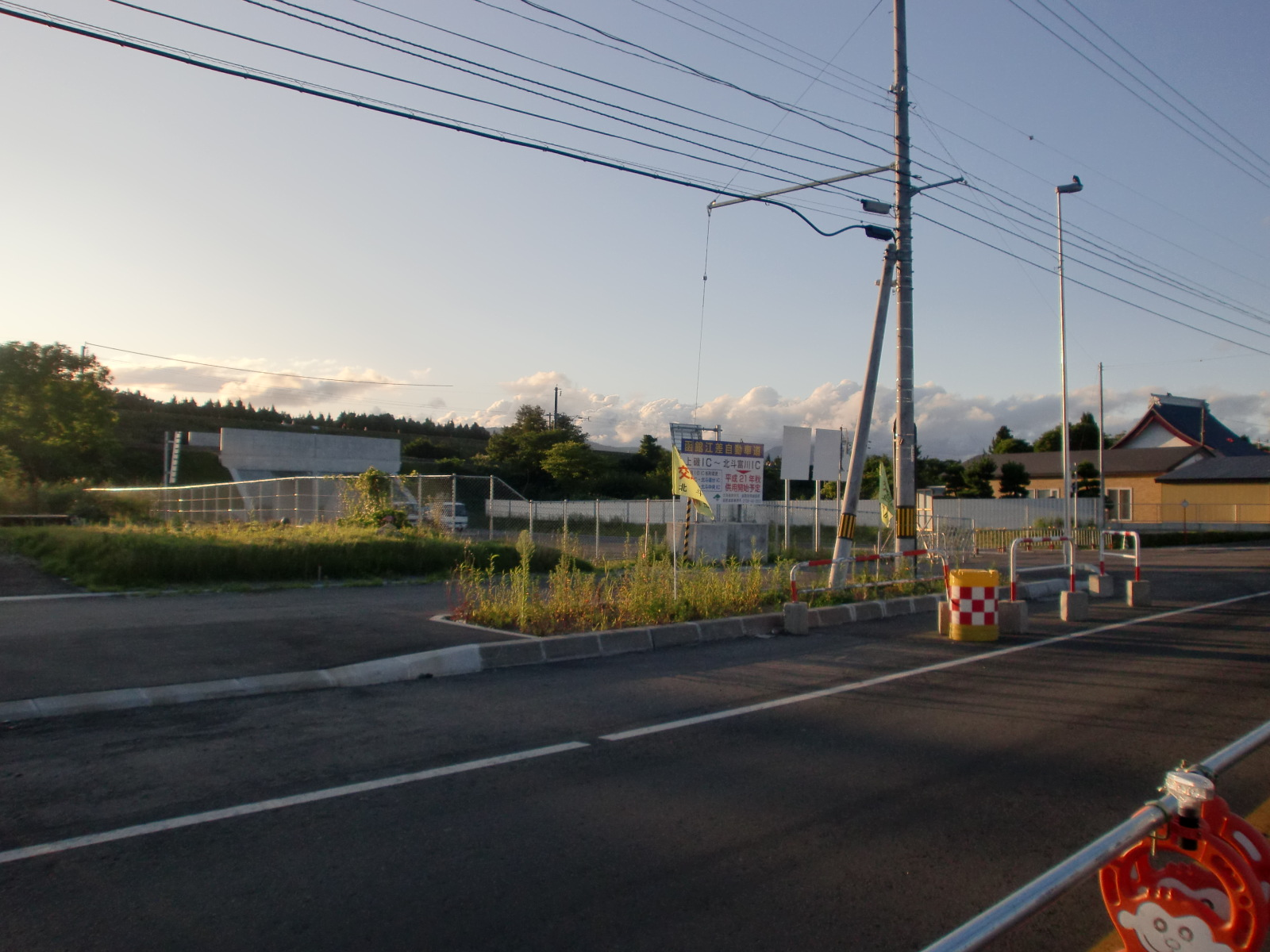
建設中の北斗富川IC出入口（2009年8月）

## 周辺
- アンビックス函館倶楽部上磯ゴルフコース

## 道路

### 本線
- E59 函館江差自動車道（函館茂辺地道路・4番）

### 接続する道路
- 直接接続
  - 国道228号

## 隣
E59 函館江差自動車道（函館茂辺地道路）
(3) 北斗中央IC - (4) 北斗富川IC - (5) 北斗茂辺地IC